# 卢家进
卢家进（1939年—），湖南省长沙市宁乡市大屯营镇三仙坳村人，中国当代著名书法家。

## 生平
卢家进的父亲是三仙坳村的药材商，家庭富庶，又爱好舞文弄墨，从小就培养了他的艺术情操。
卢家进五岁开始临摹欧阳询、二王（王羲之、王献之）、黄自然、米芾的书法，后又转学怀素和张旭的草书，将行、草、楷、隶融合于一炉。
卢家进毕业于宁乡五中，又考入湘潭卫校公共卫生专业。1959年毕业后一直在津市卫生防疫站工作了20余年，之后进入津市市环保局，1998年退休。
1985年，卢家进加入湖南省书法家协会。1986年，他当选为津市书法家协会主席，一直连任三届。
1995年，卢家进的书法作品流入台湾，被长沙籍的国军少将、甲骨文专家、高雄市书法协会理事长刘百钧看到后，颇为赞赏，并邀请其赴台交流。1997年，卢家进再次被刘百钧邀请赴台。其作品被高雄市、台中市的美术馆、博物馆和收藏家收藏。

## 家庭
卢家进和妻子有两人孩子。他的妻子是津市中医院眼科主任、副主任医生。孩子在武汉工作。